# 비어페스트
비어페스트(Beerfest)는 오스트레일리아에서 제작된 제이 챈드라세카 감독의 2006년 코미디 영화이다. M.C. 게이니 등이 주연으로 출연하였고 빌 게버 등이 제작에 참여하였다. 알려진 다른 제목은 옥토버페스트이다.

## 출연

### 주연
- M.C. 게이니
- 폴 소터

### 조연
- 에릭 스톨핸스크
- 클로리스 리치먼
- 위르겐 프로흐노
- 오웨인 요먼
- 톰 테이트
- 앨런 그래프
- 크리스 모스
- 비욘 존슨
- 케빈 헤퍼넌
- 제이 챈드라세카
- 스티브 레미
- 파브 슈웬디만
- 필립 브레닌크메이어
- 제시카 윌리엄스
- 스티븐 마이클 쿠에자다
- 마이클 유차크
- 윌 포트
- 냇 팩슨
- 에릭 크리스찬 올슨
- 랄프 모엘러
- 블랜차드 라이언
- 아이작 카피
- 모니크
- 로버트 더글러스 워싱턴
- 오드리 마리 앤더슨
- 아론 쉬버
- 엠버 헤이
- 제임스 로데이
- 마야 뷰베이스
- 캔디스 스미스
- 사라 피고튼
- 마크 무체
- 시모나 푸스코
- 제임스 그레이스
- 벤 젤러
- 이반 브룻쉐
- 리처드 페렐로
- 게리 케닌
- 댄 페이
- 아티스트 W. 로빈슨
- 크리스토퍼 하겐
- 쵸 러셀
- 제임스 블랙번
- 미샤 부가에브
- 데이브 콜론
- 폴 에드니
- 휴 엘리어트
- 스콧 플릭
- 브렌트 램버트
- 윌리엄 E. 마셜
- 스티브 몰턴
- 윌리엄 마이어스
- 윌리 넬슨
- 도날드 서덜랜드
- Z. 레이 워크맨
- 마리아 잠브라나
- 폴 지페다

## 제작진
- 협력프로듀서: 아티스트 W. 로빈슨
- 미술: 클락 헌터
- 세트: 가브리엘라 빌라릴
- 의상: 트리샤 그레이
- 배역: 베누스 카나니
- 배역: 마리 베뉴